# Selección femenina de baloncesto sub-18 de Inglaterra
La selección femenina de baloncesto sub-18 de Inglaterra es un equipo nacional de baloncesto de Inglaterra, administrado por Basketball England. Representa al país en las competiciones internacionales de baloncesto femenino sub-18.
El equipo ganó una medalla de plata en la Campeonato Europeo Femenino de Promoción Juvenil de 1997. Participaron 11 veces en el de las mujeres Campeonato Europeo de Baloncesto Femenino Sub-18 en la División B. Su mejor resultado fue el segundo lugar en 2012, lo que significó un ascenso al Campeonato Europeo de Baloncesto Femenino Sub-18 de 2013, donde terminaron en el puesto 16.

## Participaciones

### Campeonato Europeo de Baloncesto Femenino Sub-18

#### División A
| Año   | Resultado             | Pos.                  |
| ----- | --------------------- | --------------------- |
| 1965  | No existía            | No existía            |
| 1992  | No existía            | No existía            |
| 1994  | No participó          | No participó          |
| 2004  | No participó          | No participó          |
| 2005  | Jugó en la División B | Jugó en la División B |
| 2012  | Jugó en la División B | Jugó en la División B |
| 2013  | Por el 15°            | 16°                   |
| 2014  | Jugó en la División B | Jugó en la División B |
| 2019  | Jugó en la División B | Jugó en la División B |
| Total | 1/21                  | 0 títulos             |

#### División B
| Año   | Resultado                  | Pos.                     |
| ----- | -------------------------- | ------------------------ |
| 2005  | Por el 5°                  | 6°                       |
| 2006  | Por el 5°                  | 4°                       |
| 2007  | Por el 11°                 | 12°                      |
| 2008  | Por el 13°                 | 13°                      |
| 2009  | Por el 11°                 | 12°                      |
| 2010  | Clasificación del 1° al 8° | 8°                       |
| 2011  | Fase de grupos             | 14°                      |
| 2012  | Final                      | Medalla de plata         |
| 2013  | Ascendió a la División A   | Ascendió a la División A |
| 2014  | Clasificación del 1° al 8° | 8°                       |
| 2015  | Fase de grupos             | 11°                      |
| 2016  | Fase de grupos             | 11°                      |
| 2017  | Semifinales                | 4°                       |
| 2018  | Fase de grupos             | 19°                      |
| 2019  | Fase de grupos             | 10°                      |
| Total | 14/14                      | 0 títulos                |

     Jugó junto a  Escocia y Gales como parte de  Gran Bretaña

#### División C
| Año   | Resultado                              | Pos.                                   |
| ----- | -------------------------------------- | -------------------------------------- |
| 1997  | Final                                  | Medalla de plata                       |
| 1999  | Ascendió y permaneció en la División B | Ascendió y permaneció en la División B |
| 2019  | Ascendió y permaneció en la División B | Ascendió y permaneció en la División B |
| Total | 1/14                                   | 0 títulos                              |

## Jugadoras

### Equipo actual
En la clasificación del Campeonato Europeo de Baloncesto Masculino Sub-18 - División B: (último equipo oficial antes de la formación de la selección femenina de baloncesto sub-18 de Gran Bretaña)
| Pos. | No. | Nombre                       | Fecha de nacimiento (edad)        | Altura          |
| SF   | 4   | Imani Whittington            | 14 de mayo de 1998 (22 años)      | 1,78 m (5′ 10″) |
| SF   | 5   | Anna Bianca Popovic          | 22 de enero de 1999 (22 años)     | 1,80 m (5′ 11″) |
| SG   | 6   | Gabriele Nikitinaite         | 12 de noviembre de 1998 (22 años) | 1,80 m (5′ 11″) |
| PG   | 7   | Jessica Rose Eadsforth Yates | 4 de marzo de 1999 (22 años)      | 1,68 m (5′ 6″)  |
| SG   | 8   | Abigail Frances Lowe         | 11 de marzo de 1998 (23 años)     | 1,81 m (5′ 11″) |
| C    | 9   | Milly Isobelle Knowles       | 21 de octubre de 1999 (21 años)   | 1,86 m (6′ 1″)  |
| PF   | 10  | Freya Laura Bealing Cooney   | 2 de octubre de 1998 (22 años)    | 1,87 m (6′ 2″)  |
| C    | 11  | Chloe Jo Gaynor              | 1 de mayo de 1998 (22 años)       | 1,82 m (6′ 0″)  |
| PG   | 12  | Jo Courteney Lowry           | 15 de julio de 1998 (22 años)     | 1,68 m (5′ 6″)  |
| PG   | 13  | Harriet Sewell Swindells     | 5 de mayo de 1999 (21 años)       | 1,71 m (5′ 7″)  |
| SG   | 14  | Ahsleigh Fay Pink            | 11 de diciembre de 1998 (22 años) | 1,74 m (5′ 9″)  |
| SG   | 15  | Rushae Nyisha Walton         | 4 de septiembre de 1998 (22 años) | 1,77 m (5′ 10″) |
| C    |     | Haylee Louise Miller         | 15 de abril de 1998 (22 años)     | 1,88 m (6′ 2″)  |
| PF   |     | Savannah Dominique Wilkinson | 31 de octubre de 1998 (22 años)   | 1,83 m (6′ 0″)  |
| SG   |     | Zoe Louise Willlis           | 4 de agosto de 1999 (21 años)     | 1,74 m (5′ 9″)  |